# Аристид Бриан
Аристид Бриан (на френски: Aristide Briand) е френски политик и историк, 23 пъти министър, от които 18 пъти на външните работи. Дипломат номер 1 на Франция в периода 1925 – 1932 г.
Носител на Нобелова награда за мир за 1926 г. Бриан вярва, че чрез интегрирането на Германия в европейската икономическа и дипломатическа система тя няма да си позволи агресия и конфликт с Франция.

## Биография
Аристид Бриан е роден на 28 март 1862 г. във френския гр. Нант. В неговия характер се преплитат черти на обикновен човек и аристократ. Баща му, проспериращ кръчмар, го изпраща да учи в гр. Сен Назер и след това в лицей в Нант. Там той се запознава с Жул Верн, като по-късно писателят го използва за първообраз на литературен герой в романа „Дългата ваканция“.
Въпреки че завършва право и започва собствена адвокатска практика, Бриан предпочита професията на журналист. Пише за анархисткия Le Peuple, La Lanterne, La Petite République и си сътрудничи с Жан Жорес за създаването на L'Humanité, ляво ориентиран вестник. Заради поддръжката си към синдикатите Бриан застава начело на Френската социалистическа партия през 1894 г.
Интересен факт за Бриан е, че той рядко четял и често говорел без предварително подготвена реч. Бриан остава в историята като един от най-добрите оратори на своето поколение.

## Политическа кариера
През 1902 г., на 40 г., Аристид Бриан става член на Националното събрание и през следващите 30 г. успява да заеме мястото министър-председател и неведнъж е избиран за министър.
Бриан постига бързо признание като ръководител на комисията, която подготвя закона за разделянето на църковната и светската власт. Той следи прилагането му чрез самия парламент. През 1906 г. заема поста на министър на общественото знание и богослужение в кабинета на Фердинанд Сариан. Участието му в правителството на Сариан го превръща в политически самотник. През 1906 г. Бриан е изключен от редиците на социалистическата партия заради участието му в буржоазното правителство на Жорж Клемансо. Бриан запазва поста си като министър и когато Клемансо формира правителство по-късно същата година.
През 1909 г. става министър-председател на Франция за първи път, с мандат до 1911 г. През 1910 г. Бриан успява да преустанови стачката на желизничарите. През Първата световна война Бриан става министър на правосъдието в правителството на Рене Вивиани.
През октомври 1915 г. френският президент Реймон Поанкаре назначава Бриан за втория му мандат като министър-председател. По ирония на съдбата пацифистът Бриан стои начело на Франция най-критични месеци на Първата световна война. Той е създател и приложител на плана, според който трябва да се премине през гръцките територии, за да се нанесе окончателен удар върху Турция, България и Австрия. Бриан успява да укрепи френското висше командване и създава нов съюзник на Франция в лицето на Италия.
Когато през януари 1921 г. Бриан отново застава на премиерския пост, той успява да си запази поста министър на външните работи. Присъства на Вашингтонската конференция по въоръженията. През 1922 г. в Кан Бриан и Лойд Джордж обсъждат пакт за сигурност, но този договор не успява да бъде ратифициран.
За 5,5 г. Бриан води изключителна дипломация. Той обръща голямо внимание на предложението на Щреземан за подписването на пакт за ненападение и взаимопомощ, като широко подчертава как тази идея се вписва във виждането на Остин Чембърлейн за осигуряването на регионалната сигурност. През октомври 1925 г. като министър на външните работи Бриан инициира и по-късно като премиер през декември същата година подписва пакта „Локарно“, който включва договори и гаранции: 4 арбитражни договора между Германия от една страна и Франция, Белгия, Полша и Чехословакия от друга; 2 договора между Франция от една страна и Полша и Чехословакия от друга.
На 27 август 1928 г. на Quai d'Orsay 15 страни подписват Парижкия пакт, или още наричан пакт „Бриан-Келог“, за отказ от войната като начин за водене на национална политика. До края на годината към него се присъединяват множество страни. Американският сенат ратифицира пакта „Бриан-Келог“ през 1929 г. и през следващите години в него се включват 46 държави.

## Европейски съюз
След 1921 г. Бриан е министър-председател на Франция в периода 1925 – 1926 г. и през 1929 г. и външен министър между 1925 и 1932 г. През този период той дава идея за създаването на Европейски федерален съюз. Идеята не успява да спечели успех.

## Нобелова награда
Бриан е неуморен последовател за установяване на международен мир чрез Обществото на народите. През 1926 г. постига френско-германско помирение и същата година си поделя Нобелова награда за мир с Густав Щреземан заради неуморната им работа по създаването и прилагането на пакта от Локарно.
Умира на 7 март 1932 г. в Париж.